# Produit sanguin labile

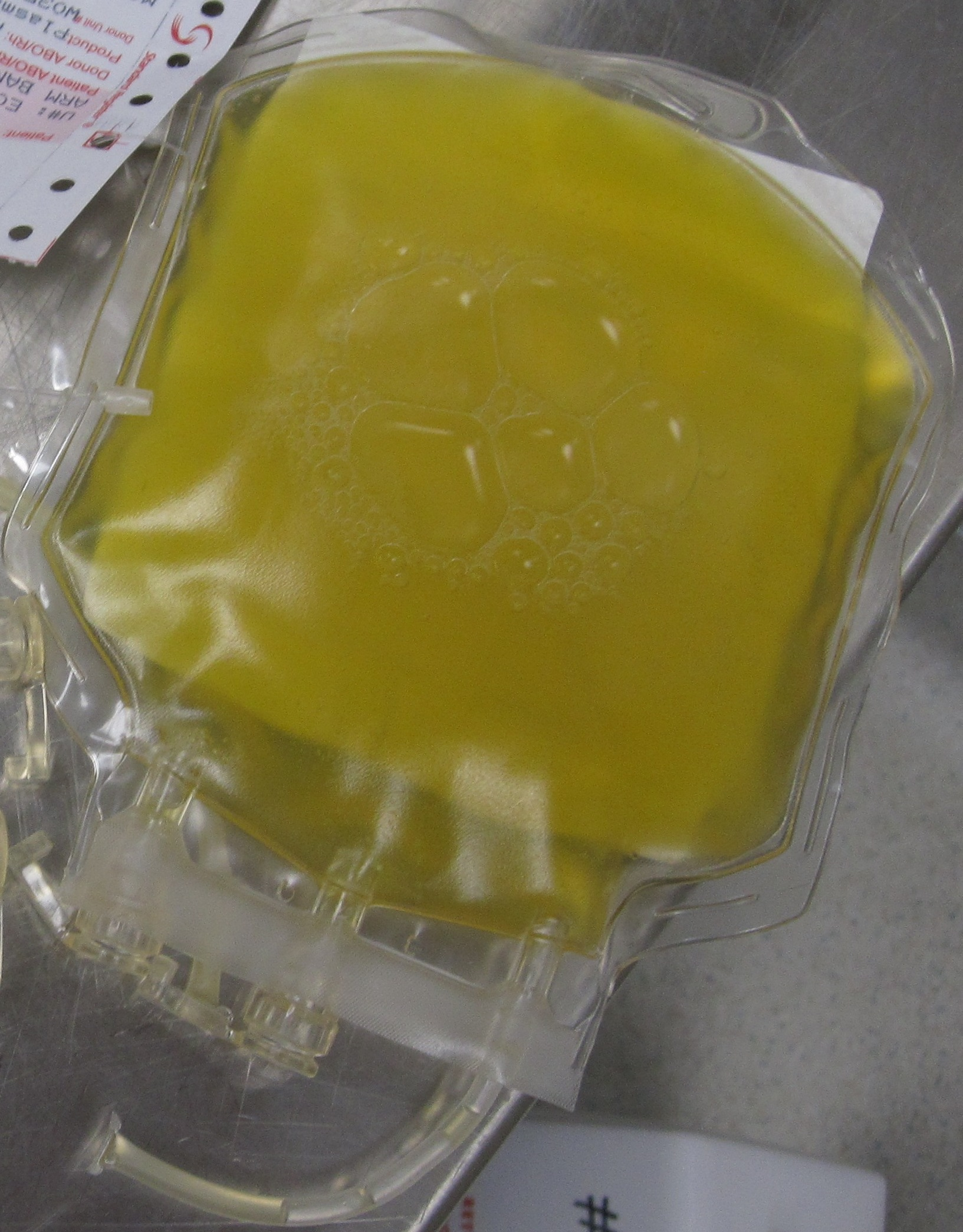
Une poche contenant une unité de plasma frais congelé

Un produit sanguin labile, PSL, est un produit à usage thérapeutique issu d'un don de sang. Il peut s'agir d'un don de sang total, ou d'un don de sang par aphérèse.
Trois grands types de produits entrent sous cette dénomination :
- Les concentrés érythrocytaires ou concentrés de globules rouges (CGR).

- Les concentrés de plaquettes.

- Les plasmas frais congelés.

Un autre produit, le concentré de granulocytes, existe, mais n'a qu'une indication exceptionnelle. Le sang total, hors le sang (presque) total reconstitué pour exsanguino-transfusion, n'a en fait plus d'indication.
Le plasma cryodesséché sécurisé déleucocyté ne peut être préparé en France que par le centre de transfusion sanguine des armées (CTSA). Appelé « plasma lyophilisé » ou Plyo, il est régulièrement utilisé sur les théâtres d'opérations extérieures et, dans certaines conditions, en secteur civil.

## France
Les PSL sont délivrés par les divers sites de l'Établissement français du sang et du CTSA.
Les autres produits issus des dons de sang sont préparés par le laboratoire français du fractionnement et des biotechnologies (LFB) et sont des médicaments dérivés du sang distribués par les pharmacie d'officine ou les pharmacies hospitalières.